# Rochtchinski
Rochtchinski (russe : Ро́щинский) est une localité urbaine (commune urbaine russe) du raïon de Voljski de l'oblast de Samara, en Russie. Sa population s'élève à 11 920 habitants selon le recensement de 2010.